# Liwaa al-Umma
Die Liwaa al-Umma (arabisch لواء الامة, DMG Liwāʼ al-Umma ‚Brigade der Umma‘) ist eine teilweise religiös ausgerichtete paramilitärische Gruppe der Freien Syrischen Armee im Bürgerkrieg in Syrien. Der Anführer der Gruppe ist der irisch-libysche Kämpfer Mahdi al-Harati.
Die Liwaa al-Umma trat ab April 2012 als unabhängige Einheit mit ausländischen Kämpfern in Erscheinung, im September 2012 schloss sie sich der Freien Syrischen Armee an. Die Organisation sagt von sich aus, dass ihr über 6000 Aktive angehören, die gegen die Assad-Regierung kämpfen.
Der Liwaa al-Umma gehören neben Syrern auch Veteranen der Tripoli-Brigade aus dem Bürgerkrieg in Libyen (2011) an. Diese wurden von al-Harati kommandiert und erhielten eine Ausbildung von Katarischen Spezialkräften. Die Gruppe genießt erklärtermaßen die Unterstützung privater ausländischer Geldgeber, vorwiegend aus den Golfstaaten. Ihre Sprecher distanzieren sich vom Dschihad der Terrororganisation al-Qaida. Sie beabsichtigen nach dem Ende des Bürgerkriegs an einer Übergangsregierung mitzuwirken und mit einer moderat islamischen Partei die syrische Politik mitzugestalten.

## Muhajirin wa-Ansar
Anfang 2014 verließ die Gruppe die Freie Syrische Armee und wurde Teil des neu gegründeten Bündnisses Tahaluf al-Muhadschirin wa-l-Ansar.